# Tapiena quadridens
Tapiena quadridens är en insektsart som beskrevs av Liu, Xiangwei och Wei Ying Hsia 1996. Tapiena quadridens ingår i släktet Tapiena och familjen vårtbitare. Inga underarter finns listade i Catalogue of Life.